# Ніколя Н'Кулу
Ніколя́ Н’Кулу́ (фр. Nicolas Alexis Julio N'Koulou N'Doubena, нар. 27 березня 1990, Яунде, Камерун) — камерунський футболіст, захисник турецького клубу «Газіантеп» і національної збірної Камеруну.

## Клубна кар'єра
Свою футбольну кар'єру Н'Кулу розпочав у спортивній академії «Каджі Спортс Екедемі» в місті Дуала, в якій свого часу виховувались такі зірки камерунського футболу як Самюель Ето'о, Карлос Камені та Ерік Джемба-Джемба.
2007 року юного камерунця запросив до своїх лав «Монако», в якому вже з наступного року гравець став регулярно отримувати ігровий час у складі основної команди клубу.
29 червня 2011 року Ніколя підписав 4-річний контракт з «Марселєм». Згодом контракт було подовжено і загалом камерунець провів у марсельській команді п'ять сезонів, взявши за цей час участь у більш ніж 200 матчах в усіх турнірах.
Влітку 2016 року на правах вільного агента приєднався до «Ліона», в якому, утім, не зумів вибороти собі стабільного місця в основній команді, тож за рік, у серпні 2017 року був відданий в оренду до італійського «Торіно». Згодом туринський клуб скористався передбаченим орендною угодою правом і викупив контракт камерунця за 3,5 мільйони євро. Захищав кольори туринців протягом чотирьох сезонів, відігравши за цей час 122 матчі у Серії A. Влітку 2021 року, після завершення контракту з «Торіно», отримав статус вільного агента.
8 жовтня 2021 року стало відомо, що Ніколя підписав контракт до кінця сезону 2021/22 з англійським «Вотфордом».

## Виступи за збірні
Н'Кулу був обраний до складу молодіжної збірної Камеруну віком до 23 років, з якою потрапив на Олімпіаду 2008. Там камерунська збірна вийшла з групи, однак далі пройти не змогла поступившись бразильцям з рахунком 2-0. 
У головній збірній країни дебютував 19 листопада 2008 року в товариській зустрічі проти команди ПАР, вийшовши на заміну замість П'єра Воме. З наступного року 19-річний на той час захисник вже став стабільним гравцем основного складу національної команди.
2010 року взяв участь у перших у своїй кар'єрі великих турнірах — спочатку був основним захисником збірної на тогорічному Кубку африканських націй в Анголі, а згодом у такому ж статусі взяв участь в усіх матчах команди на тогорічному ж чемпіонаті світу в ПАР, де його команда зазнала трьох поразок у групі.
На наступному чемпіонаті світу, який 2014 року приймала Бразилія, камерунці знову зазнали трьох поразок на груповому етапі, а Н'Кулу був не лише основним захисником збірної, а, починаючи з другої гри турніру, і її капітаном.
Згодом брав участь у Кубку африканських націй 2015 року в Екваторіальній Гвінеї, а ще за два роки, на Кубку африканських націй 2017 в Габоні, допоміг команді здобути п'ятий у її історії титул чемпіона Африки. На переможній для камерунців континентальній першості забив лише другий за свою кар'єру у збірній гол, який виявився надзвичайно важливим, адже зрівняв рахунок у фінальній грі змагання, в якій урешті-решт його команда з рахунком 2:1 здолала Єгипет.

## Статистика виступів

### Статистика клубних виступів
Станом на 19 лютого 2021 року
| Сезон               | Команда             | Чемпіонат           | Чемпіонат | Чемпіонат | Національний кубок | Національний кубок | Національний кубок | Континентальні кубки | Континентальні кубки | Континентальні кубки | Інші змагання | Інші змагання | Інші змагання | Усього | Усього |
| Сезон               | Команда             | Ліга                | Ігор      | Голів     | Ліга               | Ігор               | Голів              | Ліга                 | Ігор                 | Голів                | Ліга          | Ігор          | Голів         | Ігор   | Голів  |
| ------------------- | ------------------- | ------------------- | --------- | --------- | ------------------ | ------------------ | ------------------ | -------------------- | -------------------- | -------------------- | ------------- | ------------- | ------------- | ------ | ------ |
| 2008–09             | «Монако»            | Л1                  | 24        | 0         | КФ+КЛ              | 1+1                | 0                  | -                    | -                    | -                    | -             | -             | -             | 26     | 0      |
| 2009–10             | «Монако»            | Л1                  | 24        | 0         | КФ+КЛ              | 3+1                | 0                  | -                    | -                    | -                    | -             | -             | -             | 28     | 0      |
| 2010–11             | «Монако»            | Л1                  | 30        | 0         | КФ+КЛ              | 1+2                | 0                  | -                    | -                    | -                    | -             | -             | -             | 33     | 0      |
| Усього за «Монако»  | Усього за «Монако»  | Усього за «Монако»  | 78        | 0         |                    | 9                  | 0                  |                      | -                    | -                    |               | -             | -             | 87     | 0      |
| 2011–12             | «Марсель»           | Л1                  | 30        | 0         | КФ+КЛ              | 2+4                | 0                  | ЛЧ                   | 10                   | 0                    | СФ            | 0             | 0             | 46     | 0      |
| 2012–13             | «Марсель»           | Л1                  | 38        | 1         | КФ+КЛ              | 2+1                | 0                  | ЛЄ                   | 7                    | 0                    | -             | -             | -             | 48     | 1      |
| 2013–14             | «Марсель»           | Л1                  | 37        | 2         | КФ+КЛ              | 2+2                | 0                  | ЛЧ                   | 5                    | 0                    | -             | -             | -             | 46     | 2      |
| 2014–15             | «Марсель»           | Л1                  | 24        | 2         | КФ+КЛ              | 1+1                | 0                  | -                    | -                    | -                    | -             | -             | -             | 26     | 2      |
| 2015–16             | «Марсель»           | Л1                  | 33        | 0         | КФ+КЛ              | 3+0                | 0                  | ЛЄ                   | 5                    | 0                    | -             | -             | -             | 41     | 0      |
| Усього за «Марсель» | Усього за «Марсель» | Усього за «Марсель» | 162       | 5         |                    | 18                 | 0                  |                      | 27                   | 0                    |               | 0             | 0             | 207    | 5      |
| 2016–17             | «Ліон»              | Л1                  | 13        | 0         | КФ+КЛ              | 0+1                | 0                  | ЛЧ+ЛЄ                | 4+3                  | 0                    | СФ            | 1             | 0             | 22     | 0      |
| 2017–18             | «Торіно»            | A                   | 37        | 2         | КІ                 | 2                  | 0                  | -                    | -                    | -                    | -             | -             | -             | 39     | 2      |
| 2018–19             | «Торіно»            | A                   | 36        | 2         | КІ                 | 2                  | 0                  | -                    | -                    | -                    | -             | -             | -             | 38     | 2      |
| 2019–20             | «Торіно»            | A                   | 31        | 1         | КІ                 | 2                  | 0                  | ЛЄ                   | 5                    | 0                    | -             | -             | -             | 38     | 1      |
| 2020-2021           | «Торіно»            | A                   | 11        | 1         | КІ                 | 2                  | 0                  | -                    | -                    | -                    | -             | -             | -             | 13     | 1      |
| Усього за «Торіно»  | Усього за «Торіно»  | Усього за «Торіно»  | 115       | 6         |                    | 8                  | 0                  |                      | 5                    | 0                    |               | -             | -             | 127    | 6      |
| Усього за кар'єру   | Усього за кар'єру   | Усього за кар'єру   | 367       | 11        |                    | 36                 | 0                  |                      | 39                   | 0                    |               | 1             | 0             | 443    | 11     |

### Статистика виступів за збірну
| Дата       | Місто         | Господарі            | Результат  | Гості        | Турнір                                      | Голи | Примітки |
| ---------- | ------------- | -------------------- | ---------- | ------------ | ------------------------------------------- | ---- | -------- |
| 19-11-2008 | Рустенбург    | ПАР                  | 3 – 2      | Камерун      | товариський матч                            | -    |          |
| 7-6-2009   | Яунде         | Камерун              | 0 – 0      | Марокко      | Відбір до ЧС 2010                           | -    |          |
| 13-6-2009  | Абіджан       | Кот-д'Івуар          | 2 – 1      | Камерун      | товариський матч                            | -    |          |
| 12-8-2009  | Клагенфурт    | Австрія              | 0 – 2      | Камерун      | товариський матч                            | -    |          |
| 5-9-2009   | Лібревіль     | Габон                | 0 – 2      | Камерун      | Відбір до ЧС 2010                           | -    |          |
| 9-9-2009   | Яунде         | Камерун              | 2 – 1      | Габон        | Відбір до ЧС 2010                           | -    |          |
| 10-10-2009 | Яунде         | Камерун              | 3 – 0      | Того         | Відбір до ЧС 2010                           | -    |          |
| 14-11-2009 | Фес           | Марокко              | 0 – 2      | Камерун      | Відбір до ЧС 2010                           | -    |          |
| 8-1-2010   | Найробі       | Кенія                | 1 – 3      | Камерун      | товариський матч                            | -    | 56'      |
| 13-1-2010  | Лубанго       | Камерун              | 0 – 1      | Габон        | Кубок африканських націй 2010 - 1-й етап    | -    |          |
| 17-1-2010  | Лубанго       | Камерун              | 3 – 2      | Замбія       | Кубок африканських націй 2010 - 1-й етап    | -    |          |
| 21-1-2010  | Лубанго       | Камерун              | 2 – 2      | Туніс        | Кубок африканських націй 2010 - 1-й етап    | -    |          |
| 25-1-2010  | Бенгела       | Єгипет               | 3 – 1 д.ч. | Камерун      | Кубок африканських націй 2010 - чвертьфінал | -    | 57'      |
| 3-3-2010   | Монако        | Італія               | 0 – 0      | Камерун      | товариський матч                            | -    |          |
| 25-5-2010  | Лінц          | Грузія               | 0 – 0      | Камерун      | товариський матч                            | -    | 46'      |
| 29-5-2010  | Клагенфурт    | Словаччина           | 1 – 1      | Камерун      | товариський матч                            | -    |          |
| 1-6-2010   | Ковілян       | Португалія           | 3 – 1      | Камерун      | товариський матч                            | -    |          |
| 5-6-2010   | Белград       | Сербія               | 4 – 3      | Камерун      | товариський матч                            | -    | 64'      |
| 14-6-2010  | Блумфонтейн   | Японія               | 1 – 0      | Камерун      | ЧС 2010 - 1-й етап                          | -    | 72'      |
| 19-6-2010  | Преторія      | Камерун              | 1 – 2      | Данія        | ЧС 2010 - 1-й етап                          | -    |          |
| 24-6-2010  | Кейптаун      | Камерун              | 1 – 2      | Нідерланди   | ЧС 2010 - 1-й етап                          | -    | 25' 74'  |
| 11-8-2010  | Щецин         | Польща               | 0 – 3      | Камерун      | товариський матч                            | -    | 65'      |
| 4-9-2010   | Кьюрпайп      | Маврикій             | 1 – 3      | Камерун      | Відбір до Кубка африканських націй 2012     | -    |          |
| 9-10-2010  | Гаруа         | Камерун              | 1 – 1      | ДР Конго     | Відбір до Кубка африканських націй 2012     | -    |          |
| 9-2-2011   | Скоп'є        | Північна Македонія   | 0 – 1      | Камерун      | товариський матч                            | -    | 53'      |
| 26-3-2011  | Дакар         | Сенегал              | 1 – 0      | Камерун      | Відбір до Кубка африканських націй 2012     | -    |          |
| 4-6-2011   | Гаруа         | Камерун              | 0 – 0      | Сенегал      | Відбір до Кубка африканських націй 2012     | -    |          |
| 7-6-2011   | Зальцбург     | Росія                | 0 – 0      | Камерун      | товариський матч                            | -    | 25' 46'  |
| 3-9-2011   | Яунде         | Камерун              | 5 – 0      | Маврикій     | Відбір до Кубка африканських націй 2012     | -    |          |
| 7-10-2011  | Кіншаса       | ДР Конго             | 2 – 3      | Камерун      | Відбір до Кубка африканських націй 2012     | -    |          |
| 11-10-2011 | Малабо        | Екваторіальна Гвінея | 1 – 1      | Камерун      | товариський матч                            | -    | 46'      |
| 29-2-2012  | Бісау         | Гвінея-Бісау         | 0 – 1      | Камерун      | Відбір до Кубка африканських націй 2013     | -    | кап.     |
| 10-6-2012  | Сфакс         | Лівія                | 2 – 1      | Камерун      | Відбір до ЧС 2014                           | -    | кап.     |
| 16-6-2012  | Яунде         | Камерун              | 1 – 0      | Гвінея-Бісау | Відбір до Кубка африканських націй 2013     | -    | кап.     |
| 8-9-2012   | Прая          | Кабо-Верде           | 2 – 0      | Камерун      | Відбір до Кубка африканських націй 2013     | -    | кап.     |
| 14-10-2012 | Яунде         | Камерун              | 2 – 1      | Кабо-Верде   | Відбір до Кубка африканських націй 2013     | -    |          |
| 14-11-2012 | Женева        | Албанія              | 0 – 0      | Камерун      | товариський матч                            | -    |          |
| 23-3-2013  | Яунде         | Камерун              | 2 – 1      | Того         | Відбір до ЧС 2014                           | -    |          |
| 2-6-2013   | Київ          | Україна              | 0 – 0      | Камерун      | товариський матч                            | -    | кап.     |
| 9-6-2013   | Ломе          | Того                 | 0 – 3      | Камерун      | Відбір до ЧС 2014                           | -    |          |
| 16-6-2013  | Кіншаса       | ДР Конго             | 0 – 0      | Камерун      | Відбір до ЧС 2014                           | -    |          |
| 8-9-2013   | Яунде         | Камерун              | 1 – 0      | Лівія        | Відбір до ЧС 2014                           | -    |          |
| 13-10-2013 | Туніс (місто) | Туніс                | 0 – 0      | Камерун      | Відбір до ЧС 2014                           | -    |          |
| 17-11-2013 | Яунде         | Камерун              | 4 – 1      | Туніс        | Відбір до ЧС 2014                           | -    |          |
| 5-3-2014   | Лейрія        | Португалія           | 5 – 1      | Камерун      | товариський матч                            | -    | 46'      |
| 26-5-2014  | Куфштайн      | Північна Македонія   | 0 – 2      | Камерун      | товариський матч                            | -    | 74'      |
| 29-5-2014  | Куфштайн      | Камерун              | 1 – 2      | Парагвай     | товариський матч                            | -    |          |
| 1-6-2014   | Менхенгладбах | Німеччина            | 2 – 2      | Камерун      | товариський матч                            | -    |          |
| 7-6-2014   | Яунде         | Камерун              | 1 – 0      | Молдова      | товариський матч                            | -    |          |
| 13-6-2014  | Натал         | Мексика              | 1 – 0      | Камерун      | ЧС 2014 - 1-й етап                          | -    |          |
| 19-6-2014  | Манаус        | Камерун              | 0 – 4      | Хорватія     | ЧС 2014 - 1-й етап                          | -    | кап.     |
| 23-6-2014  | Бразиліа      | Камерун              | 1 – 4      | Бразилія     | ЧС 2014 - 1-й етап                          | -    | кап.     |
| 6-9-2014   | Кіншаса       | ДР Конго             | 0 – 2      | Камерун      | Відбір до Кубка африканських націй 2015     | -    |          |
| 10-9-2014  | Яунде         | Камерун              | 4 – 1      | Кот-д'Івуар  | Відбір до Кубка африканських націй 2015     | -    |          |
| 10-10-2014 | Яунде         | Сьєрра-Леоне         | 0 – 0      | Камерун      | Відбір до Кубка африканських націй 2015     | -    |          |
| 15-10-2014 | Яунде         | Камерун              | 2 – 0      | Сьєрра-Леоне | Відбір до Кубка африканських націй 2015     | -    |          |
| 15-11-2014 | Яунде         | Камерун              | 1 – 0      | ДР Конго     | Відбір до Кубка африканських націй 2015     | -    |          |
| 19-11-2014 | Абіджан       | Кот-д'Івуар          | 0 – 0      | Камерун      | Відбір до Кубка африканських націй 2015     | -    | 38' 46'  |
| 20-1-2015  | Бамако        | Малі                 | 1 – 1      | Камерун      | Кубок африканських націй 2015 - 1-й етап    | -    |          |
| 24-1-2015  | Малабо        | Камерун              | 1 – 1      | Гвінея       | Кубок африканських націй 2015 - 1-й етап    | -    |          |
| 28-1-2015  | Малабо        | Кот-д'Івуар          | 1 – 0      | Камерун      | Кубок африканських націй 2015 - 1-й етап    | -    |          |
| 6-6-2015   | Коломб        | Буркіна-Фасо         | 2 – 3      | Камерун      | товариський матч                            | -    |          |
| 9-6-2015   | Монс          | ДР Конго             | 1 – 1      | Камерун      | товариський матч                            | -    | 86'      |
| 14-6-2015  | Яунде         | Камерун              | 1 – 0      | Мавританія   | Відбір до Кубка африканських націй 2017     | -    | 53'      |
| 6-9-2015   | Бакау         | Гамбія               | 0 – 1      | Камерун      | Відбір до Кубка африканських націй 2017     | -    |          |
| 11-10-2015 | Брюссель      | Нігерія              | 3 – 0      | Камерун      | товариський матч                            | -    |          |
| 13-11-2015 | Ніамей        | Нігер                | 0 – 3      | Камерун      | Відбір до ЧС 2018                           | -    |          |
| 17-11-2015 | Яунде         | Камерун              | 0 – 0      | Нігер        | Відбір до ЧС 2018                           | -    | 54'      |
| 26-3-2016  | Лімбе         | Камерун              | 2 – 2      | ПАР          | Відбір до Кубка африканських націй 2017     | 1    |          |
| 9-10-2016  | Бліда         | Алжир                | 1 – 1      | Камерун      | Відбір до ЧС 2018                           | -    |          |
| 12-11-2016 | Яунде         | Камерун              | 1 – 1      | Замбія       | Відбір до ЧС 2018                           | -    |          |
| 10-1-2017  | Яунде         | Камерун              | 1 – 1      | Зімбабве     | товариський матч                            | -    |          |
| 18-1-2017  | Лібревіль     | Камерун              | 2 – 1      | Гвінея-Бісау | Кубок африканських націй 2017 - 1-й етап    | -    | 63'      |
| 22-1-2017  | Лібревіль     | Камерун              | 0 – 0      | Габон        | Кубок африканських націй 2017 - 1-й етап    | -    |          |
| 5-2-2017   | Лібревіль     | Єгипет               | 1 – 2      | Камерун      | Кубок африканських націй 2017 - Фінал       | 1    | 31'      |
| 23-9-2022  | Коян          | Узбекистан           | 2 – 0      | Камерун      | товариський матч                            | -    |          |
| 27-9-2022  | Сеул          | Південна Корея       | 1 – 0      | Камерун      | товариський матч                            | -    |          |
| 18-11-2022 | Абу-Дабі      | Камерун              | 1 – 1      | Панама       | товариський матч                            | -    | 77'      |
| 24-11-2022 | Ель-Вакра     | Швейцарія            | 1 – 0      | Камерун      | ЧС 2022 - 1-й етап                          | -    |          |
| 28-11-2022 | Ель-Вакра     | Камерун              | 3 – 3      | Сербія       | ЧС 2022 - 1-й етап                          | -    | 24'      |
| Усього     |               | Матчів (6 місце)     | 80         |              | Голів                                       | 2    |          |

## Титули і досягнення
- Володар Кубка французької ліги (1):

«Олімпік» (Марсель): 2011/12
- Володар Суперкубка Франції (1):

«Олімпік» (Марсель): 2011
- Переможець Кубка африканських націй (1):

Камерун: 2017